# La France a un incroyable talent
La France a un Incroyable Talent (intitulée Incroyable Talent jusqu'en 2008) est une émission de télévision française produite par Déborah Huet (FremantleMedia) et diffusée sur M6 depuis le 2 novembre 2006. Il s'agit de l'adaptation française de l'émission américaine America's Got Talent.
Le but de cette émission est de trouver l'« incroyable talent » de l'année (chant, danse, spectacle, illusion, etc.) à partir de prestations de candidats, jugées par un jury constitué de professionnels du spectacle.
L'émission est présentée par Alessandra Sublet lors des trois premières saisons. Alex Goude l'anime des saisons 4 à 10 — en duo avec Sandrine Corman lors des saisons 4 à 8, avec Louise Ekland lors de la saison 9 — et seul lors de la 10. David Ginola présente le programme lors des saisons 11 à 14, puis Karine Le Marchand lui succède à partir de la saison 15.
En Belgique, l'émission est diffusée sur Plug RTL.

## Concept
Le format se décompose en six émissions lors des saisons 1 et 2, en sept pour les saisons 3 et 4, en huit pour la saison 5 mais également depuis la saison 9, en neuf pour la saison 6 et 8, en dix pour la saison 7. Après une phase de qualification (Les auditions) et de demi-finale(s), une finale est organisée à l'issue de laquelle le vainqueur empoche 150 000 euros lors des saisons 1 et 2, 100 000 euros entre la saison 3 et la saison 11, et le gagnant avait la possibilité de présenter son spectacle Juste pour rire à Montréal.

### Auditions

#### Phase éliminatoire
Des anonymes et artistes amateurs et professionnels présentent sur le plateau un numéro qu'ils maîtrisent, représentant leur incroyable talent, devant un jury composé de quatre personnes depuis la saison 8 (trois durant les saisons 1 à 7). Ils doivent présenter leur numéro et séduire le jury pendant deux minutes. À tout moment, les membres du jury peuvent leur attribuer une croix en appuyant sur leur buzzer respectif si le numéro ne les convainc pas. Si tous les jurés ont appuyé sur leur buzzer avant la fin du numéro, la prestation s'arrête net.
Que le candidat ait pu aller jusqu'à la fin de son numéro ou non, chacun des membres du jury donne son avis sur ce qu'il vient de voir, puis attribue un jugement positif (« oui ») ou négatif (« non »). Les membres du jury peuvent changer d'avis, un juré peut dire « oui » même s'il a buzzé par exemple. Les candidats obtenant au moins trois « oui » sont sélectionnés pour les délibérations (deux « oui » au minimum lors des saisons 1 à 7), dans le cas contraire, ils sont définitivement éliminés, sauf cas exceptionnel.
Depuis la saison 9, un « Golden-buzzer » est également présent dans l'émission. À la fin de chaque numéro, si l'un des membres du jury a un coup de cœur pour la prestation exécutée par le candidat, il peut appuyer sur le Golden-buzzer et permettre au candidat d'être qualifié directement pour la finale (demi-finales sans passer par les délibérations pour les saisons 9 et 10). Chaque juré n'a le droit d'appuyer sur le Golden-buzzer qu'une seule fois pour toute la saison. Depuis la saison 12, David Ginola (saisons 12-14) et Karine Le Marchand (depuis la saison 15) ont la possibilité, eux aussi, de déclencher le Golden-buzzer et envoyer leur candidat « coup de cœur » en demi-finale.
Le nombre d'émissions constituant les auditions a varié au fil des années :
- Trois émissions (saison 1 à 3)
- Quatre émissions (saison 4 et 5)
- Cinq émissions (saison 6, 8 à 11, 13 à 15)[n° 2]
- Six émissions (saison 7 et 16)

Les auditions ont lieu directement dans les studios à Saint-Denis (saison 1), à l'académie Fratellini (saison 2), au Cirque d'Hiver (saison 3), au Palais des Arts et des Congrès à Issy-les-Moulineaux (saison 4 à 8) et actuellement au théâtre André Malraux à Rueil-Malmaison (depuis la saison 9). De plus, lors de la saison 9, des auditions ont eu lieu également au théâtre du Silo à Marseille.

#### Délibération du jury
Les délibérations du jury ont lieu à la fin des auditions durant les saisons 1 à 10. Le jury devra se mettre d'accord de façon à garder un certain nombre de candidats parmi l'ensemble des numéros ayant été sélectionnés lors des auditions. Les candidats qui seront conservés par le jury seront qualifiés pour les demi-finales.
Le nombre de candidats sélectionnés a varié au fil des années :
- 32 candidats (saisons 1 et 2)
- 36 candidats (saison 3)
- 24 candidats (saison 4)
- 30 candidats (saisons 5 à 8)
- 20 candidats (saisons 9 et 10 en incluant les candidats qui ont bénéficié du Golden-buzzer)

Lors de la saison 7, une séance de rattrapage a été mise en place pour six candidats qui ont été sélectionnés pour les délibérations, mais dont le jury est hésitant pour choisir ceux et celles qui participeront aux demi-finales. Ces candidats sont répartis en trois groupes distincts en fonction de leur domaine de prédilection (chant, danse, humour) et chacun d'entre eux doit proposer un nouveau numéro devant le jury. Dès que tous les numéros sont passés et après une nouvelle délibération, le jury conserve le candidat qui a été le meilleur de son groupe et le qualifie pour les demi-finales.

### Demi-finales
Tournées dans les studios à Saint-Denis (en direct durant les saisons 4 à 10), les demi-finales mettent en compétition les candidats qui ont passé avec succès la phase éliminatoire. Depuis la saison 11, les candidats ayant bénéficié d'un « Golden-buzzer » durant la phase éliminatoire ne participent pas aux demi-finales et sont qualifiés directement en finale.
Le nombre d'émissions constituant les demi-finales a varié au fil des années :
- Deux émissions (saisons 1, 2, 4, 9 à 11 et depuis la saison 13)
- Trois émissions (saisons 3, 5 à 8)
- Quatre émissions (saison 12)

Ces derniers présentent un nouveau numéro pour tenter de séduire le jury cette fois-ci pendant deux minutes trente. Les membres du jury peuvent toujours attribuer une croix en appuyant sur leur buzzer respectif et aller jusqu'à stopper la prestation en cours si tous les jurés ont appuyé sur leur buzzer.
À la fin de chaque numéro, chacun des membres du jury donne son avis sur ce qu'il vient de voir avant de passer au candidat suivant jusqu'aux délibérations et au choix des téléspectateurs.
Depuis la saison 10, un juge invité rejoint le jury le temps d'une émission, il n'a pas la possibilité d'attribuer une croix contrairement au reste du jury durant une prestation, mais dispose d'un Golden-buzzer. Si ce dernier a un coup de cœur pour un candidat à la fin de son numéro, il peut appuyer sur le Golden-buzzer et permettre au candidat d'être qualifié directement pour la finale sans passer par les délibérations (en plus du vote des téléspectateurs en saison 10 uniquement). Seul le juge invité peut utiliser ce Golden-buzzer à usage unique pour toute l'émission dont il participe.

#### Délibérations du jury et vote des téléspectateurs
Si le jury décide des candidats à envoyer en finale durant cette phase, les téléspectateurs ont la possibilité de voter entre les saisons 1 à 10 afin de désigner les candidats finalistes en plus du jury pendant toute la durée de l'émission, les candidats étaient alors divisés en deux groupes pour les votes (sauf pour les saisons 8 et 9 où l'ensemble des candidats constituent un seul et même groupe par émission).
- Depuis la saison 11, les délibérations du jury ont lieu à chaque demi-finale après que l'ensemble des candidats d'un groupe s'est présenté une deuxième fois sur le plateau. Le jury doit se mettre d'accord de façon à ne garder que trois des candidats sur tous ceux qui se sont produits lors de la demi-finale. Ceux qui sont conservés par le jury sont qualifiés pour la finale, en plus des quatre candidats qui ont bénéficié du Golden-buzzer durant les auditions, ainsi que celui du juge invité du prime.
- Jusqu'à la saison 10, lorsque l'ensemble des candidats d'un groupe s'est présenté une deuxième fois sur le plateau, les choix des téléspectateurs et du jury sont révélés afin de connaître, pour chacun des groupes, les candidats qualifiés pour la finale. Durant les saisons 1 à 3, les demi-finales étaient enregistrées tout en incluant le vote des téléspectateurs. Le vote ayant eu lieu en direct, l'huissier de justice avait pour but de communiquer à M6 la liste des candidats sélectionnés.

Pour chaque émission, le choix des candidats sélectionné pour la finale s'est organisé ainsi :
- Saisons 1 et 2 : trois candidats grâce au jury + deux candidats grâce aux votes des téléspectateurs.
- Saisons 3 à 8 : deux candidats grâce au jury + deux candidats grâce aux votes des téléspectateurs + un candidat repêché à la fin d'une demi-finale grâce au jury (saison 4 uniquement).
- Saison 9 : quatre candidats grâce au jury + un candidat grâce aux votes des téléspectateurs.
- Saison 10 : deux candidats grâce au jury + deux candidats grâce aux votes des téléspectateurs + un candidat grâce au juge invité de l'émission.
- Depuis la saison 11 : trois candidats grâce au jury + un candidat grâce au juge invité de l'émission.

### Finale
Cette dernière a lieu en direct dans les studios à Saint-Denis.
Les candidats encore en compétition présentent un dernier numéro sur le plateau où contrairement aux phases précédentes, les jurés ne peuvent plus actionner leurs buzzers mais continuent à émettre un avis consultatif à la fin de chaque prestation.
Le nombre de candidats qui ont participé à la finale s'organise ainsi :
- Dix candidats durant les saisons 1, 2, 4, 9 et 10.
- Douze candidats pour la saison 3, puis onze (à la suite de l'abandon d'un finaliste pour blessure).
- Douze candidats pour les saisons 5 à 8.
- Treize candidats pour les saisons 12 et 13.

En finale, seuls les téléspectateurs peuvent juger la prestation des candidats et voter pour élire le vainqueur de la saison. Le candidat ayant obtenu le plus de votes remporte la somme de 100 000 euros (150 000 euros lors des saisons 1 et 2). De la saison 3 à la saison 11, le gagnant avait la possibilité de présenter son spectacle lors du festival Juste pour rire à Montréal.

### Logos

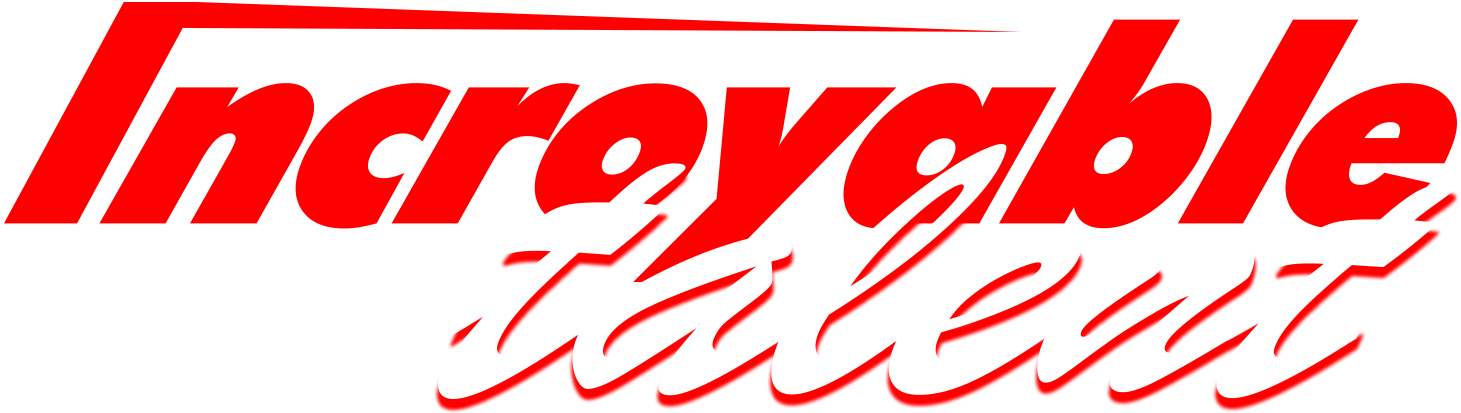
Logo des saisons 1, 2 et 3 (de 2006 à 2008).
Logo depuis la saison 4 (depuis 2009).

### Générique
Le générique de La France a un incroyable talent (depuis 2013, la huitième saison) comporte les monuments suivants : la Basilique de Fourvière, Notre-Dame de Paris, le mont Saint-Michel, les arènes de Nîmes, le Sacré-Cœur, Notre-Dame de la Garde et le pont d'Avignon (ainsi que la Tour Eiffel en fond).
Quant à la musique, elle est la même que le générique de la version britannique Britain's Got Talent.

## La France a un incroyable talent, ça continue…
La France a un incroyable talent, ça continue… est une émission de télévision diffusée depuis le 24 novembre 2009, diffusée juste après le prime time de l'émission éponyme La France a un incroyable talent.
Elle est présentée par les animateurs suivants :
- Jérôme Anthony (2009-2018) avec Anthony Joubert (2009-2010) ;
- Donel Jack'sman (2019) ;
- Pierre-Antoine Damecour (2020-2022) ;
- Juju Fitcats (depuis 2023).

Au cours de cette émission, l'animateur fait visiter les coulisses de l'émission, part à la rencontre des candidats qui se trouvent dans les coulisses, propose des séquences qui mettent en scène le jury mais également, à travers des magnétos, il donne des nouvelles des anciens candidats qui ont participé et propose également de faire un tour du monde des versions internationales de l'émission avec la diffusion des numéros marquants dans la séquence intitulée « Le monde a un incroyable talent ».
Lors des demi-finales et finale, l'animateur recueille en direct les réactions des candidats après leur prestation, donne des défis au jury («l' incroyable défi ») qui a un rapport avec l'un des talents des candidats encore en compétition et propose parfois des bêtisiers de l'émission.

## Déroulement
| Saisons                 | 1                  | 2                 | 3                 | 4               | 5                | 6                | 7                | 8                  | 9                                  | 10                  | 11             | 12                              | 13                                      | 14              | 15                      | 16                      | 17                      | 18                 | 19                 |
| ----------------------- | ------------------ | ----------------- | ----------------- | --------------- | ---------------- | ---------------- | ---------------- | ------------------ | ---------------------------------- | ------------------- | -------------- | ------------------------------- | --------------------------------------- | --------------- | ----------------------- | ----------------------- | ----------------------- | ------------------ | ------------------ |
| Vainqueur               | Salah              | Junior            | Alex              | Échos-Liés      | Axel et Alizée   | Marina Dalmas    | Die Mobiles      | Simon Heulle       | Bagad de Vannes                    | Juliette et Charlie | Antonio        | Laura Laune                     | Jean-Baptiste Guegan                    | Le Cas Pucine   | Famille Lefèvre         | Le Chœur de Saint-Cyr   | Rayane                  | Méga Unity         | Mathieu Stepson    |
| Domaine artistique      | Breakdance         | Breakdance        | Dompteur de feu   | Danse/comique   | Danse            | Chant            | Ombres chinoises | Mât chinois        | Musique bretonne, avec instruments | Dressage de chien   | Magie          | Chant humoristique avec guitare | Chant et sosie vocal de Johnny Hallyday | Ventriloquie    | Chorale                 | Chorale                 | Pianiste                | Danse synchronisée | Magie              |
| Gains                   | 150 000 €          | 150 000 €         | 100 000 €         | 100 000 €       | 100 000 €        | 100 000 €        | 100 000 €        | 100 000 €          | 100 000 €                          | 100 000 €           | 100 000 €      | 100 000 €                       | 100 000 €                               | 100 000 €       | 100 000 €               | 100 000 €               | 100 000 €               | 100 000 €          | 100 000 €          |
| Présentation prime-time | Alessandra Sublet  | Alessandra Sublet | Alessandra Sublet | Alex Goude      | Alex Goude       | Alex Goude       | Alex Goude       | Alex Goude         | Alex Goude                         | Alex Goude          | David Ginola   | David Ginola                    | David Ginola                            | David Ginola    | Karine Le Marchand      | Karine Le Marchand      | Karine Le Marchand      | Karine Le Marchand | Karine Le Marchand |
| Présentation prime-time | Alessandra Sublet  | Alessandra Sublet | Alessandra Sublet | Sandrine Corman | Sandrine Corman  | Sandrine Corman  | Sandrine Corman  | Sandrine Corman    | Louise Ekland                      |                     | David Ginola   | David Ginola                    | David Ginola                            | David Ginola    | Karine Le Marchand      | Karine Le Marchand      | Karine Le Marchand      | Karine Le Marchand | Karine Le Marchand |
| Présentation after      | Alessandra Sublet  | Alessandra Sublet | Alessandra Sublet | Jérôme Anthony  | Jérôme Anthony   | Jérôme Anthony   | Jérôme Anthony   | Jérôme Anthony     | Jérôme Anthony                     | Jérôme Anthony      | Jérôme Anthony | Jérôme Anthony                  | Jérôme Anthony                          | Donel Jack'sman | Pierre-Antoine Damecour | Pierre-Antoine Damecour | Pierre-Antoine Damecour | Juju Fitcats       | Juju Fitcats       |
| Présentation after      | Alessandra Sublet  | Alessandra Sublet | Alessandra Sublet | Anthony Joubert |                  |                  |                  |                    |                                    |                     |                |                                 |                                         |                 |                         |                         |                         |                    |                    |
| Jury                    | Jean-Pierre Domboy | Patrick Dupond    | Patrick Dupond    | Smaïn           | Dave             | Dave             | Dave             | Dave               | Olivier Sitruk                     | Hélène Ségara       | Hélène Ségara  | Hélène Ségara                   | Hélène Ségara                           | Hélène Ségara   | Hélène Ségara           | Hélène Ségara           | Hélène Ségara           | Hélène Ségara      | Hélène Ségara      |
| Jury                    | Sophie Edelstein   | Sophie Edelstein  | Sophie Edelstein  | Valérie Stroh   | Sophie Edelstein | Sophie Edelstein | Sophie Edelstein | Sophie Edelstein   | Lorie                              | Kamel Ouali         | Kamel Ouali    | Kamel Ouali                     | Marianne James                          | Marianne James  | Marianne James          | Marianne James          | Marianne James          | Marianne James     | Marianne James     |
| Jury                    | Gilbert Rozon      | Gilbert Rozon     | Gilbert Rozon     | Gilbert Rozon   | Gilbert Rozon    | Gilbert Rozon    | Gilbert Rozon    | Gilbert Rozon      | Gilbert Rozon                      | Gilbert Rozon       | Gilbert Rozon  |                                 | Sugar Sammy                             | Sugar Sammy     | Sugar Sammy             | Sugar Sammy             | Sugar Sammy             | Sugar Sammy        | Sugar Sammy        |
| Jury                    |                    |                   |                   |                 |                  |                  |                  | Andrée Deissenberg | Giuliano Peparini (it)             | Éric Antoine        | Éric Antoine   | Éric Antoine                    | Éric Antoine                            | Éric Antoine    | Éric Antoine            | Éric Antoine            | Éric Antoine            | Éric Antoine       | Éric Antoine       |

Jurés invités
- André Manoukian (saison 7, remplaçant de Dave) puis saison 17, juge invité à la 2e demi-finale.
- Dave (saison 10, remplaçant d'Hélène Ségara)
- Claudia Tagbo (saison 10, une juge invitée à la 1re demi-finale)
- Anthony Kavanagh (saison 10, un juge invité à la 2e demi-finale)
- Tal (saison 11, une juge invitée à la 1re demi-finale)
- Dave (saison 11, un juge invité à la 2e demi-finale)
- Soprano (saison 12, un juge invité à la 1re demi-finale, remplaçant Gilbert Rozon)
- Amir (saison 12, un juge invité à la 2e demi-finale, remplaçant Gilbert Rozon)
- Jarry (saison 13, un juge invité à la 1re demi-finale)[2]
- Slimane (saison 13, un juge invité à la 2e demi-finale)[2]
- Ahmed Sylla (saisons 14 et 15, un juge invité aux 1re demi-finales)
- Philippe Katerine (saison 14, un juge invité à la 2e demi-finale)
- Issa Doumbia (saison 15, un juge invité à la 2e demi-finale)
- Jeff Panacloc (saison 16, un juge invité à la 1re demi-finale)
- Inès Reg (saison 16, une juge invitée à la 2e demi-finale)
- Kyan Khojandi (saison 17, un juge invité à la 1re demi-finale)
- Jérémy Ferrari (saison 18, un juge invité au 1er quart de finale)[3]
- Michou (saison 18, un juge invité au 2e quart de finale)
- Booder (saison 19, un juge invité au 1er quart de finale)
- Élodie Poux (saison 19, un juge invité au 2e quart de finale)

| Émissions          | Le Rappel        | La Finale des Champions | La Bataille du Jury |
| ------------------ | ---------------- | ----------------------- | ------------------- |
| Vainqueur          | /                | Simon Heulle            | Kenny Thomas        |
| Gains              | /                | Trophée                 | 100 000 €           |
| Présentation prime | Alex Goude       | Alex Goude              | David Ginola        |
| Présentation prime | Sandrine Corman  |                         | David Ginola        |
| Présentation after | Jérôme Anthony   | Jérôme Anthony          | Donel Jack'sman     |
| Jury               | Gilbert Rozon    | Gilbert Rozon           | Sugar Sammy         |
| Jury               | Sophie Edelstein | Sophie Edelstein        | Marianne James      |
| Jury               | Dave             | Dave                    | Éric Antoine        |
| Jury               |                  | Andrée Deissenberg      | Hélène Ségara       |

Émissions spéciales
- Gilbert Rozon
- Sophie Edelstein (Le Rappel, Finale des champions)
- Dave (Le Rappel, Finale des champions)
- Andrée Deissenberg (Finale des champions)

### Saison 1 (2006)
Présentée par Alessandra Sublet, la première saison d'Incroyable talent est diffusée sur la chaine M6 du 2 novembre au 12 décembre 2006.
Les auditions se déroulent durant quatre jours aux studios de Saint Denis.
En fin de saison, la gagnante est Salah, danseur et acrobate, qui remporte 150 000 €.
Cette saison voit les participations d'Éric Antoine, Yvette Leglaire, Sébasto avec son tube Fais la poule.
Le premier numéro de cette saison rassemble cinq millions de téléspectateurs et 21,2 % de PDA sur les quatre ans et plus.
À l'exception de la finale, cette saison est réalisée par Sébastien Zibi.

### Saison 2 (2007)
Présentée par Alessandra Sublet, la deuxième saison d'Incroyable talent est diffusée sur la chaine M6 du 6 novembre au 11 décembre 2007.
Les auditions se déroulent durant trois jours à l'académie Fratellini. Lors des demi-finales, les membres du jury selectionnent plus de candidats qu'il est autorisé. Gilbert Rozon menace de s'en aller si leur choix n'est pas écouté,.
En fin de saison, le gagnant est Junior, breakdancer, qui remporte 150 000 €.
Cette saison réunit en moyenne 4,3 millions de téléspectateurs. La finale est suivie par 4,5 millions de téléspectateurs et 19,2 % de PDA sur les quatre ans et plus. Cette saison est réalisée par Massimo Manganaro.

### Saison 3 (2008)
Présentée par Alessandra Sublet, la troisième saison d'Incroyable talent est diffusée sur la chaine M6 du 2 octobre au 13 novembre 2008.
Les auditions se déroulent durant quatre jours au cirque d'Hiver de Paris.
En fin de saison, le gagnant est Alexandre Ledit, artiste de rue et dompteur de feu, qui remporte 100 000 €. La princesse Stéphanie de Monaco propose à un candidat, Dominic Lacasse, une apparition au festival international du cirque de Monte-Carlo.
Cette saison voit les participations de Caroline Costa, d'Anthony Joubert et Les Twins.
La finale est suivie par plus de 4,3 millions de téléspectateurs et 18,9 % de PDA auprès des quatre ans et plus avec un pic d'audience à 5,1 millions à 22 h 35.

### Saison 4 (2009)
Présentée par Sandrine Corman et Alex Goude, la quatrième saison de La France a un incroyable talent est diffusée sur la chaine M6 du 24 novembre au 30 décembre 2009. Après chaque prime time, l'émission continue avec La France a un incroyable talent, ça continue…, présentée par Jérôme Anthony et Anthony Joubert.
Les auditions se déroulent durant trois jours au palais des Arts et des Congrès à Issy-les-Moulineaux.
En fin de saison, les gagnants sont Les Échos-Liés, danseurs, qui remportent 100 000 € et une invitation à une tournée avec Arturo Brachetti.
Cette saison voit la participation de Lola Dubini.
La saison fait une audience moyenne de 3 657 000 téléspectateurs. La finale enregistre 3,7 millions de téléspectateurs. La meilleure audience est de 4,2 millions de télespectateurs, enregistrée lors de la première demi-finale.

### Saison 5 (2010)
L'émission est présentée par Sandrine Corman et Alex Goude, et diffusée du 3 novembre au 22 décembre 2010. L'audience moyenne est de 3 835 000 téléspectateurs.
Les vainqueurs, Axel et Alizée, huit ans chacun, sont les plus jeunes participants de cette saison. Ils ont gagné 100 000 euros et un voyage à Montréal pour représenter la France au festival Juste pour rire. Ils ont été coachés par un danseur inconnu lors de leur passage, Grégoire Lyonnet, connu ensuite comme l'un des danseurs de Danse avec les stars sur TF1.
Odette, 89 ans, est la participante la plus âgée et a réussi à se qualifier jusqu'en finale. L'ancienne championne de gymnastique Ludivine Furnon faisait partie des candidats de cette saison au sein du Duo MainTenanT qui a terminé sixième de la finale. Kalidor 2 a sans doute réalisé le tour le plus dangereux, avec ses serpents qui se sont échappés à la fin de sa prestation. En demi-finale, il a aussi mis sa vie en jeu. Le mentaliste Xavier Nicolas a pris la main d'Alex pour écraser des gobelets en plastique au hasard. Sous l'un d'eux se cache une énorme pointe... Alex a eu la peur de sa vie.
L'émission continue avec La France a un incroyable talent, ça continue…, toujours présentée par Jérôme Anthony et Anthony Joubert.
M6 étant satisfaite des audiences de la cinquième saison, qui étaient d'ailleurs en légère hausse par rapport à la quatrième saison, décide de relancer l'émission pour une 6e saison avec le même duo de présentateurs et le même jury. C'est Gilbert Rozon qui en fait l'annonce à la fin du prime de la finale de la 5e saison.

### Saison 6 (2011)
La sixième saison a été diffusée du 19 octobre au 14 décembre 2011. L'émission est toujours présentée par Sandrine Corman et Alex Goude. Le jury est le même que celui de la saison 5 soit Gilbert Rozon, Sophie Edelstein et pour la deuxième saison consécutive Dave. Jérôme Anthony est désormais le seul à présenter La France a un incroyable talent, ça continue….
Le troisième épisode des auditions a rassemblé 5,03 millions de téléspectateurs, soit 19,3 % de part de marché. Il s’agit de la meilleure audience pour un épisode de La France a un incroyable talent depuis le lancement de la première saison en 2006. Sun, sept ans, du duo mentaliste Syl et Sun fut le plus jeune finaliste de l'émission (toutes émissions confondues).
Le mercredi 14 décembre, Marina, chanteuse amateur de 13 ans, (aujourd'hui sous le nom de scène Marina Kaye) remporte les 100 000 euros et l'honneur de participer au festival Juste pour rire de Montréal avec une apparition dans la première partie de la comédie musicale Adam et Ève : La Seconde Chance. Se classent respectivement en seconde et troisième position, Nans pratiquant la ventriloquie et le chant à l'âge de onze ans et Loïs, chanteuse amateur de quinze ans.

### Saison 7 (2012)
Le retour de La France a un incroyable talent pour une 7e saison a été confirmé en raison des bonnes audiences de la 6e saison (+700 000 téléspectateurs). Le tournage des sélections a eu lieu du 23 au 28 août 2012 au palais des congrès d'Issy-les-Moulineaux (PACI).
La saison 7 est diffusée du 23 octobre au 26 décembre 2012. Elle est remportée par le groupe d'ombres chinoises, Die Mobilés.
Lors de l'épisode 3, Dave est remplacé une partie de l'émission par André Manoukian, juré de la Nouvelle Star, car le chanteur néerlandais participait à un concert.
À la fin du prime de la finale, Alex Goude et Sandrine Corman annoncent le retour de l'émission pour une 8e saison et l'ouverture des castings.

### Saison 8 (2013)
La huitième saison de La France a un incroyable talent, est diffusée du 15 octobre au 10 décembre 2013 sur M6.
L'émission accueille un quatrième juré : Andrée Deissenberg, directrice générale du Crazy Horse.
Le pilote et inventeur du Flyboard, Franky Zapata se classe 8e sur les 12 finalistes. Cette saison est remportée par l'acrobate Simon Heulle, artiste de cirque qui a exercé une série d'acrobaties autour d'un mât chinois.
Malgré les faibles audiences des prime de la saison 8, Alex Goude et Sandrine Corman annoncent lors des demi-finales de l'émission, l'ouverture des castings pour la saison 9 sur le site internet de FremantleMedia.

### Saison 9 (2014-2015)
Dans des communiqués publiés en mai 2014, Dave, Sandrine Corman, Andrée Deissenberg et Sophie Edelstein ont annoncé qu'ils quittaient l'émission.
Les nouveaux jurés, annoncés début juin, sont Lorie et Olivier Sitruk. Début septembre, Giuliano Peparini (it) est annoncé comme le quatrième juré.
L'émission est désormais tournée au théâtre André-Malraux de Rueil-Malmaison (les 6, 8 et 9 septembre) et à Marseille le 13 septembre 2014. Présentée par Alex Goude et Louise Ekland, elle est diffusée du 9 décembre 2014 au 27 janvier 2015.
Elle est remportée par le Bagad de Vannes, avec plus de 90 % des voix des téléspectateurs.

### Saison 10 (2015)
La production de l'émission a annoncé à la fin du mois juin 2015 que le jury de la saison 10 sera composé, outre Gilbert Rozon présent depuis la première saison, d'Éric Antoine, Kamel Ouali et Hélène Ségara. Dave remplacera Hélène Ségara pour deux émissions. Alex Goude sera seul pour assurer la présentation. Le tournage a eu lieu les 4, 5, 7, 9 et 10 septembre au théâtre André-Malraux de Rueil-Malmaison.
La diffusion a débuté le 20 octobre et s'est terminée le 8 décembre 2015.
Cette saison a été remportée par Juliette et son chien Charlie.

### Saison 11 (2016)
M6 a confirmé la présence d'une saison 11, au vu des audiences correctes de cette saison. Le jury reste inchangé, Alex Goude quitte, quant à lui la présentation puisqu'il produit, pendant cette période, son spectacle Timéo. Il est remplacé par David Ginola[réf. nécessaire]. Les tournages de cette nouvelle saison ont eu lieu fin août-début septembre 2016.
La diffusion a commencé le mardi 25 octobre et s'est terminée le 13 décembre 2016.
Cette édition 2016 a été remportée par le magicien Antonio.

### Saison 12 (2017)
Gilbert Rozon, Hélène Ségara, Kamel Ouali et Éric Antoine ont été rappelés tous les quatre pour cette saison qui devait être diffusée à partir du jeudi 26 octobre 2017. Elle est finalement suspendue le 19 octobre 2017 à la suite d'une affaire d'agressions sexuelles visant Gilbert Rozon.
Le 23 octobre, M6 décide de modifier cette saison (suppression des auditions, seuls des extraits sans interventions du jury seront diffusés), avec un retour momentané à trois jurés et l'invitation de guest lors des deux demi-finales : Amir et Soprano. La saison 12 de La France a incroyable talent débute le jeudi 16 novembre 2017 sur M6, trois semaines après la date initialement prévue. La chaine a fait le choix de diffuser directement les demi-finales, toutefois entrecoupées des meilleurs moments des auditions.
La saison 2017 a été remportée par l'humoriste Laura Laune.

### Saison 13 (2018)
La saison 13 a été diffusée du 30 octobre au 18 décembre 2018 et présentée par David Ginola. Le jury est composé par Éric Antoine, Hélène Ségara, Marianne James et Sugar Sammy.
Le vainqueur est le chanteur Jean-Baptiste Guegan, sosie vocal de Johnny Hallyday, qui remporte un gain de 100 000 euros.

### Saison 14 (2019)
La saison 14 a été diffusée du 22 octobre au 10 décembre 2019. Elle est toujours présentée par David Ginola et le jury est le même que celui de la saison précédente.
La vainqueur est la ventriloque Le Cas Pucine, qui remporte un gain de 100 000 euros.

### Saison 15 (2020)
Le mardi 10 décembre 2019, David Ginola annonce en direct la programmation de la quinzième saison de La France a un incroyable talent pour octobre 2020. Le tournage a commencé le 14 septembre 2020.
Cette quinzième saison est diffusée du 20 octobre au 15 décembre 2020. Le jury reste le même tandis que David Ginola est remplacé à l'animation par Karine Le Marchand. La finale, comme tout le reste de la saison, a été enregistrée mais le résultat a été annoncé en direct par Karine Le Marchand, avec à ses côtés Marianne James, Hélène Segara et Éric Antoine, tandis que Sugar Sammy était en duplex du Canada. Sur les 13 finalistes, seuls les cinq premiers arrivés en tête sont apparus à l'écran et étaient en duplex avec le plateau.
Cette saison est remportée par la famille Lefèvre qui repart avec les 100 000 € promis au vainqueur.
Le magicien Klek Entòs, masqué lors de tous ses numéros et qui se classera 5e de cette saison, a enlevé son masque à la fin de sa prestation en finale et se révèle être David Stone (qui a terminé 7e lors de la saison 13).

### Saison 16 (2021)
Le mardi 15 décembre 2020, Karine Le Marchand annonce en direct la programmation de la seizième saison de La France a un incroyable talent.
Cette seizième saison est diffusée du 20 octobre au 22 décembre 2021 sur M6. Elle est toujours présentée par Karine Le Marchand et le jury reste le même que celui de la saison précédente.
Cette saison est remportée par le Chœur de Saint-Cyr qui repart avec les 100 000 € promis au vainqueur.

### Saison 17 (2022)
Le mercredi 22 décembre 2021, Karine Le Marchand annonce en direct la programmation de la dix-septième saison de La France a un incroyable talent. Le tournage a lieu du 26 août au 2 septembre 2022.
Cette dix-septième saison est diffusée du 18 octobre au 20 décembre 2022 sur M6. Elle est toujours présentée par Karine Le Marchand et le jury reste le même que celui de la saison précédente.
Cette saison a été remportée par le jeune Rayane, pianiste autodidacte de 15 ans, vivant en foyer d'accueil.

### Saison 18 (2023)
Le mardi 20 décembre 2022, Karine Le Marchand annonce en direct la programmation de la dix-huitième saison de La France a un incroyable talent. Le tournage a lieu du 29 août au 5 septembre 2023.
La saison se déroule du 24 octobre au 22 décembre 2023. Le jury est inchangé.
Cette saison est remportée par Mega Unity. Cette troupe de danseurs amateurs sort victorieuse deux ans après être arrivée (accompagnée de Sadeck), 2e de la 16e saison de La France a un incroyable talent en 2021.

### Saison 19 (2024)
La dix-neuvième saison de La France a un incroyable talent commence le 23 octobre et s'achève le 20 décembre 2024. Le jury reste identique à la saison précédente.
Cette saison est remportée par Mathieu Stepson, illusionniste-mentaliste jouant avec le temps. Il a déjà participé à l'émission en 2017, ainsi qu'à la version belge francophone, Belgium's Got Talent, en 2012.

## Audiences
| Présentation       | Présentation       | Saison | Nombre d'épisodes | Jour et horaire de diffusion | Lancement        | Lancement                 | Lancement        | Finale           | Finale                    | Finale           | Moyenne                   | Moyenne          |
| Présentation       | Présentation       | Saison | Nombre d'épisodes | Jour et horaire de diffusion | Date             | Audience moyenne          | Audience moyenne | Date             | Audience moyenne          | Audience moyenne | Audience moyenne          | Audience moyenne |
| Présentation       | Présentation       | Saison | Nombre d'épisodes | Jour et horaire de diffusion | Date             | Nombre de téléspectateurs | PDM              | Date             | Nombre de téléspectateurs | PDM              | Nombre de téléspectateurs | PDM              |
| ------------------ | ------------------ | ------ | ----------------- | ---------------------------- | ---------------- | ------------------------- | ---------------- | ---------------- | ------------------------- | ---------------- | ------------------------- | ---------------- |
| Alessandra Sublet  | Alessandra Sublet  | 1      | 6                 | Jeudi 20 h 50                | 2 novembre 2006  | 5 000 000                 | 21,2 %           | 12 décembre 2006 | 4 100 000                 | 18,1 %           | 4 300 000                 | 18,4 %           |
| Alessandra Sublet  | Alessandra Sublet  | 2      | 6                 | Mardi 20 h 50                | 6 novembre 2007  | 4 137 640                 | 16,3 %           | 11 décembre 2007 | 4 500 000                 | 19,2 %           | 4 272 533                 | 17,3 %           |
| Alessandra Sublet  | Alessandra Sublet  | 3      | 7                 | Mercredi 20 h 50             | 2 octobre 2008   | 3 090 000                 | 11,4 %           | 13 novembre 2008 | 4 250 000                 | 18,9 %           | 3 625 717                 | 14,6 %           |
| Sandrine Corman    | Alex Goude         | 4      | 7                 | Mardi et mercredi 20 h 50    | 24 novembre 2009 | 3 100 000                 | 11,4 %           | 30 décembre 2009 | 3 700 000                 | 16,0 %           | 3 657 000                 | 14,7 %           |
| Sandrine Corman    | Alex Goude         | 5      | 8                 | Mercredi 20 h 50             | 3 novembre 2010  | 3 689 000                 | 14,8 %           | 22 décembre 2010 | 3 928 000                 | 16,6 %           | 3 835 000                 | 15,6 %           |
| Sandrine Corman    | Alex Goude         | 6      | 9                 | Mercredi 20 h 50             | 19 octobre 2011  | 4 237 000                 | 16,8 %           | 14 décembre 2011 | 3 930 000                 | 17,7 %           | 4 254 000                 | 17,2 %           |
| Sandrine Corman    | Alex Goude         | 7      | 10                | Mardi et mercredi 20 h 50    | 23 octobre 2012  | 3 780 000                 | 14,1 %           | 26 décembre 2012 | 3 857 000                 | 17,4 %           | 3 923 000                 | 15,85 %          |
| Sandrine Corman    | Alex Goude         | 8      | 9                 | Mardi 20 h 50                | 15 octobre 2013  | 3 970 000                 | 15,3 %           | 10 décembre 2013 | 3 001 000                 | 13,5 %           | 3 343 889                 | 13,4 %           |
| Louise Ekland      | Alex Goude         | 9      | 8                 | Mardi 20 h 50                | 9 décembre 2014  | 2 925 000                 | 12,2 %           | 27 janvier 2015  | 2 519 000                 | 10,5 %           | 2 755 875                 | 11,32 %          |
| Alex Goude         | Alex Goude         | 10     | 8                 | Mardi 20 h 50                | 20 octobre 2015  | 3 208 000                 | 13 %             | 8 décembre 2015  | 2 882 000                 | 12,7 %           | 3 175 000                 | 13,3 %           |
| David Ginola       | David Ginola       | 11     | 8                 | Mardi 20 h 50                | 25 octobre 2016  | 3 962 000                 | 16,6 %           | 13 décembre 2016 | 3 549 000                 | 16,4 %           | 3 557 000                 | 15,4 %           |
| David Ginola       | David Ginola       | 12     | 5                 | Jeudi 20 h 50                | 16 novembre 2017 | 2 443 000                 | 12 %             | 14 décembre 2017 | 2 594 000                 | 13,4 %           | 2 490 200                 | 11,94 %          |
| David Ginola       | David Ginola       | 13     | 8                 | Mardi 21 h 10                | 30 octobre 2018  | 3 478 000                 | 15,4 %           | 18 décembre 2018 | 2 960 000                 | 15,1 %           | 3 275 000                 | 15,4 %           |
| David Ginola       | David Ginola       | 14     | 8                 | Mardi 21 h 10                | 22 octobre 2019  | 3 284 000                 | 14,5 %           | 10 décembre 2019 | 3 464 000                 | 18,8 %           | 3 180 000                 | 15,7 %           |
| Karine Le Marchand | Karine Le Marchand | 15     | 8                 | Mardi 21 h 10                | 20 octobre 2020  | 3 602 000                 | 16,2 %           | 15 décembre 2020 | 4 030 000                 | 20,3 %           | 3 613 000                 | 16,14 %          |
| Karine Le Marchand | Karine Le Marchand | 16     | 9                 | Mercredi 21 h 10             | 20 octobre 2021  | 2 815 000                 | 14,4 %           | 22 décembre 2021 | 3 559 000                 | 20,1 %           | 3 111 000                 | 15,78 %          |
| Karine Le Marchand | Karine Le Marchand | 17     | 9                 | Mardi et vendredi 21 h 10    | 18 octobre 2022  | 3 080 000                 | 16,7 %           | 20 décembre 2022 | 2 804 000                 | 15,6 %           | 2 914 000                 | 15,13 %          |
| Karine Le Marchand | Karine Le Marchand | 18     | 10                | Mardi et vendredi 21 h 10    | 24 octobre 2023  | 3 405 000                 | 15,3 %           | 22 décembre 2023 | 2 897 000                 | 14,3 %           | 2 917 000                 | 14,65 %          |
| Karine Le Marchand | Karine Le Marchand | 19     | 10                | Mercredi et vendredi 21 h 10 | 23 octobre 2024  | 3 224 000                 | 16,1 %           | 20 décembre 2024 | 2 793 000                 | 14,3 %           | 2 760 000                 | 16,4 %           |

Légende :
- Plus hauts chiffres d'audience
- Plus bas chiffres d'audience

| Saison 1 / Saison 2 Saison 3 / Saison 4 Saison 5 / Saison 6 Saison 7 / Saison 8 Saison 9 / Saison 10 |

| Saison 11 / Saison 12 Saison 13 / Saison 14 Saison 15 / Saison 16 Saison 17 / Saison 18 |

| Saison 1 / Saison 2 Saison 3 / Saison 4 Saison 5 / Saison 6 Saison 7 / Saison 8 Saison 9 / Saison 10 |

| Saison 11 / Saison 12 Saison 13 / Saison 14 Saison 15 / Saison 16 Saison 17 / Saison 18 |

La saison 9 marque le plus mauvais démarrage en termes de téléspectateurs, mais les saisons 3 et 4 ont réalisé les plus mauvaises parts de marché.

## Émissions spéciales

### Le Rappel(2011)
Le 21 décembre 2011 à 20 h 50, M6 a diffusé une émission spéciale d'Incroyable Talent, présentée par Sandrine Corman et Alex Goude. Au programme de cette soirée : le retour des candidats « incontournables », toutes saisons confondues : Axel et Alizée, les Echos-Liés, Caroline Costa, Odette, Florian, Éric Antoine, Yvette Leglaire, Dominic Lacasse, et Marina, la gagnante de la 6e édition remportée le 14 décembre.
Cette émission est l'occasion de voir des bêtisiers et de nombreuses autres surprises.
Cette saison fait cependant partie des primes de la saison 6.

### La Finale des champions(2013)
La Finale des champions est diffusée le 17 décembre 2013 sur M6. Lors de cette soirée, les gagnants de toutes les saisons s'affrontent (sauf pour la saison 6, c'est le candidat arrivé en seconde position qui est le représentant de sa saison, il s'agit en l'occurrence de Nans).
L'émission est présentée par Alex Goude et Sandrine Corman. Le jury est composé du producteur Gilbert Rozon, présent depuis la première saison, de la directrice artistique du Cirque Pinder, l'illusionniste Sophie Edelstein, du chanteur Dave et de la directrice du Crazy Horse Andrée Deissenberg,.
Elle a été remportée par le gagnant de la saison précédente, Simon Heulle, spécialiste du mât chinois.
Le prime a réuni 2 258 000 spectateurs (9,3 % de PDM)[réf. nécessaire]. L'after, présenté par Jérôme Anthony, a quant à lui attiré 981 000 spectateurs (9,4 % de PDM).

#### Candidats
- Salah, saison 1
- Junior, saison 2
- Alex, saison 3
- Echos-Liés, saison 4
- Axel & Alizée, saison 5
- Nans (second), saison 6
- Die Mobilés, saison 7
- Simon Heulle, saison 8

#### Déroulement
1re manche
Lors de cette manche, les quatre jurés désignent les quatre finalistes (chaque juré désignant un seul candidat ou groupe).
| Candidats      | Âge    | Origine | Statut                  | Numéro                      | Résultat  |
| -------------- | ------ | ------- | ----------------------- | --------------------------- | --------- |
| Simon Heulle   |        | France  | Gagnant de la saison 8  | Mât chinois                 | Gagnant   |
| Axel et Alizée |        | France  | Gagnants de la saison 5 | Danse, performance scénique | Finaliste |
| Salah          |        | France  | Gagnant de la saison 1  | Danse, acrobatie            | Finaliste |
| Die Mobilés    |        | France  | Gagnants de la saison 7 | Ombres chinoises            | Finaliste |
| Echos-Liés     |        | France  | Gagnants de la saison 4 | Danse, humour               | Éliminé   |
| Nans           | 13 ans | France  | Second de la saison 6   | Ventriloquie                | Éliminé   |
| Junior         | 32 ans | France  | Gagnant de la saison 2  | Danse, acrobatie            | Éliminé   |
| Alex           | 28 ans | France  | Gagnant de la saison 3  | Pyrotechnie                 | Éliminé   |

Simon Heulle, Axel et Alizée, Die Mobilés et Salah sont qualifiés pour la finale.
2e manche
Seuls les téléspectateurs désignent le(s) gagnant(s) en votant par téléphone et/ou par SMS.
Simon Heulle, gagnant de la saison 8 une semaine auparavant, remporte cette finale des champions, suivi par Axel et Alizée, Salah et Die Mobilés.
Marina (gagnante de la saison 6) n'a pas pu venir car elle enregistrait un album aux États-Unis, elle a donc été remplacée par Nans (second de la saison 6).

### La Bataille du jury(2020)
La Bataille du jury est diffusée les mardis 23 et 30 juin, 7 et 14 juillet 2020 à 21 h 10 sur M6.
Le concept de cette émission est la mise en place de duels d'anciens candidats de La France a un incroyable talent.
Chaque juré dispose de 5 candidats ayant déjà participé à La France a un incroyable talent, avec en sus un candidat mystère. Ce dernier est déjà passé dans d'autres pays Got Talent mais jamais en France.
À noter que si plusieurs jurés ont un coup de cœur pour le même candidat, c’est celui-ci qui choisit son équipe.
Une fois les équipes constituées, David Ginola désigne les duels par tirage au sort. Seuls les 2 jurés non impliqués dans le duel votent. Le public a également une voix. Le candidat qui obtient la majorité des voix accède à la finale.
Un joker est aussi utilisable une fois par chacun des jurés : le "Vox Populi" permet d’effacer les votes du jury et seule la note du public compte.
Le gagnant de cette émission spéciale remportera 100 000 €.

#### Duels
| Candidat             | Numéro                               | 1re audition                               | 1er classement     | Classement actuel |
| -------------------- | ------------------------------------ | ------------------------------------------ | ------------------ | ----------------- |
| Caroline Costa       | Chant                                | Incroyable Talent saison 3                 | Finaliste          | Éliminée          |
| Jean-Baptiste Guégan | Chant/sosie vocal de Johnny Hallyday | La France a un incroyable talent saison 13 | Gagnant            | Finaliste         |
| Kenny Thomas         | Cascade en moto                      | La France a un incroyable talent saison 11 | Finaliste          | Finaliste         |
| Die Mobilès          | Ombres chinoises                     | La France a un incroyable talent saison 7  | Gagnants           | Éliminés          |
| Dakota et Nadia      | Danse                                | La France a un incroyable talent saison 13 | Finalistes         | Finalistes        |
| Antonio              | Magie                                | La France a un incroyable talent saison 11 | Gagnant            | Éliminé           |
| Thomas Boissy        | Chant improvisé                      | La France a un incroyable talent saison 6  | Finaliste          | Finaliste         |
| Marc Métral          | Ventriloquie                         | Britain's Got Talent Saison 9              | Demi-Finaliste     | Éliminé           |
| Cécile et Roman      | Tissu aérien                         | La France a un incroyable talent Saison 10 | Finalistes         | Finaliste         |
| Frères Jacquard      | Chant Humoristique                   | La France a un incroyable talent saison 13 | Finalistes         | Éliminés          |
| Les Frères Chaix     | Aéromodélisme                        | La France a un incroyable talent saison 6  | Finalistes         | Éliminés          |
| Ben Blaque           | Arbalète                             | America's Got Talent Saison 7              | Quart-de-finaliste | Finaliste         |
| Duo MainTenanT       | Acrobaties                           | La France a un incroyable talent saison 5  | Finalistes         | Finalistes        |
| Uekusa               | Humour/Maniement des objets          | La France a un incroyable talent saison 13 | Finaliste          | Éliminé           |
| Berywam              | Beatbox                              | La France a un incroyable talent saison 13 | Finalistes         | Finalistes        |
| David Stone          | Magie                                | La France a un incroyable talent saison 13 | Finaliste          | Éliminé           |
| RB Dance Company     | Claquettes                           | La France a un incroyable talent saison 13 | Finalistes         | Finalistes        |
| Katya et Nikita      | Sangles aériennes                    | La France a un incroyable talent saison 13 | Demi-Finalistes    | Éliminés          |
| Farès                | Rap/Chant                            | La France a un incroyable talent saison 13 | Finaliste          | Éliminé           |
| French Twins         | Magie                                | La France a un incroyable talent saison 11 | Finalistes         | Finalistes        |
| Tape Face            | Humour                               | America's Got Talent Saison 11             | Finaliste          | Éliminé           |
| Rémi Martin          | Mât chinois                          | La France a un incroyable talent saison 13 | Finaliste          | Finaliste         |
| Jessie & Vivien      | Danse/Tricking                       | La France a un incroyable talent saison 11 | Finalistes         | Éliminés          |
| Red Devils           | Danse                                | ?                                          | ?                  | Finalistes        |

#### Classement Final
| Candidat             | Numéro                               | Résultat du duel | Classement |
| -------------------- | ------------------------------------ | ---------------- | ---------- |
| Kenny Thomas         | Cascade à moto                       | Gagné            | Gagnant    |
| Rémi Martin          | Mât chinois                          | Gagné            | 2e         |
| Thomas Boissy        | Chant Improvisé                      | Gagné            | 3e         |
| French Twins         | Magie                                | Gagné            | 4e         |
| Duo MainTenanT       | Acrobaties                           | Gagné            | 5e         |
| Dakota et Nadia      | Danse                                | Gagné            | 6e         |
| Cécile et Roman      | Tissu Aérien                         | Perdu            | /          |
| Ben Blaque           | Arbalète                             | Perdu            | /          |
| Berywam              | Beatbox                              | Perdu            | /          |
| RB Dance Company     | Claquettes                           | Perdu            | /          |
| Jean-Baptiste Guégan | Chant/Sosie vocal de Johnny Hallyday | Perdu            | /          |
| Red Devils           | Danse                                | Perdu            | /          |